# 채드윅송도국제학교
채드윅송도국제학교(Chadwick International)는 송도국제도시에 위치한 외국교육기관이다. 2010년 개교했으며, 유아원부터 고등학교 과정이 편성돼있다. 송도국제도시 2번째 인가국제학교인 캐나다 칼빈매니토바국제학교(CMIS) 및 국내 최초 인가국제학교인 대구광역시 이시아폴리스의 대구국제학교(DIS) 더불어 대한민국 교육부의 인가를 받아 본국과 한국 양국 학력이 동시 인정되는 내국인 입학가능 국제학교이다. 초중등교육법 제65조에 의거하여, 국내에서 경제자유구역 초중등 외국교육기관인 채드윅송도국제학교, 칼빈매니토바국제학교, 대구국제학교外 학교설립인가를 받지 아니한 일반 학원 사업자가 학생을 모집하여 학교의 형태로 운영하거나 '국제학교' 명칭을 사용할 경우 시설 폐쇄 명령이 가해질 수 있다.(제주특별자치도 설립규정에 의한 제주국제학교 제외)

## 연혁
- 2010년 9월 1일 : 개교